# Le Noceur
Pour plus de détails, voir Fiche technique et Distribution.
Le Noceur (Balarrasa) est un film espagnol réalisé par José Antonio Nieves Conde, sorti en 1951.

## Synopsis
Javier, un soldat, entre dans les ordres après la mort de l'un de ses compagnons de combat.

## Fiche technique
- Titre français : Le Noceur ou Dom Xavier légionnaire ou Forte tête ou Le Remords ou Le Légionnaire[1]
- Titre original : Balarrasa
- Réalisation : José Antonio Nieves Conde
- Scénario : Vicente Escrivá
- Musique : Jesús García Leoz
- Photographie : Manuel Berenguer
- Montage : Juan Serra
- Société de production : Aspa Producciones Cinematográficas
- Pays :  Espagne
- Genre : Drame
- Durée : 90 minutes
- Dates de sortie : 
  - Espagne : 5 février 1951
  - France : 8 octobre 1953[1]

## Distribution
- Fernando Fernán Gómez : Javier Mendoza « Balarrasa »
- María Rosa Salgado : Mayte Mendoza
- Dina Sten : Lina Mendoza
- Luis Prendes : Fernando Mendoza
- Eduardo Fajardo : Mario Santos
- Jesús Tordesillas : Don Carlos Mendoza
- Maruchi Fresno : Elena
- Mario Berriatúa : Teniente Hernández
- José María Rodero : Octavio
- Julia Caba Alba : Faustina
- Gérard Tichy : Zanders
- Virginia de Matos : Nina
- Gary Land : Juanjo

## Distinctions
Le film a été présenté en sélection officielle en compétition au Festival de Cannes 1951.